# Mariamitischer Maroniten-Orden
Der Mariamitische Maroniten-Orden (lat.: Ordo Maronita Beatae Mariae Virginis – „Maronitischer Orden der seligen Jungfrau Maria“, auch Aleppianer, Ordenskürzel OMM) ist eine Ordensgemeinschaft in der Maronitischen Kirche. 

## Geschichte
Aus dem Libanesischen Maronitischen Orden, der auch als „Baladiten“ bekannt ist, bildete sich 1742 eine Gruppe, die ihren Aufgabenschwerpunkt von den Landgegenden in die Städte verlagerte. Die „Aleppinischen Antonianer“ wie sie sich nannten, verselbständigten sich 1770 mit Zustimmung von Papst Klemens XIV. Ihren geschichtlichen Ursprung führt die Kongregation jedoch immer noch auf den 1695 gegründeten „Libanesischen Maronitischen Orden“ zurück. Seit 1969 trägt sie die offizielle Bezeichnung „Maronitischer Orden der Seligen Jungfrau Maria“ oder kurz „Mariamitischer Maronitenorden“ (von griech. Mariam, arab. Maryam für Maria).

## Spiritualität und Berufung
Das geistliche Leben wird durch ein klösterliches Leben mit Engagement, Hingabe und Authentizität gestaltet und ist am Ordensgelübde ausgerichtet. Beispielgebend für das monastische Leben ist der Auftrag durch die Jungfrau Maria, der eine besondere Verehrung entgegengebracht wird. Die tägliche Teilnahme an der Feier der Eucharistie ist eine Verpflichtung. Hauptziel ist das Leben und Wirken gemäß den „Evangelischen Räten“, die in Verbindung mit der Tradition und dem Geist der Maronitisch-syrischen Kirche stehen. Die Grundlage dieses auf Jesus Christus ausgerichteten Lebens bilden die Regeln nach Antonius dem Großen.

## Auftrag
Die religiösen Gemeinschaften sorgen sich um die apostolische Arbeit in den Gemeinden, sie arbeiten in pädagogischen Einrichtungen und betreuen die Gläubigen. Diese Aufgaben sollen sich an den Bedürfnissen der modernen Welt und den aktuellen Bedürfnissen der Kirche ausrichten.

## Organisation
Das Generalat hat seinen Sitz im Kloster Unserer Lieben Frau von Louaizé in Zouk Mosbeh im Libanon. Die Aufgabenbereiche erstrecken sich auf den ganzen Libanon, die Schwerpunkte liegen im Kloster Sankt Elisa in Bischarri, dem Kolleg St. Johannes der Täufer in Kherbet Kanafar bei Bekaa, der Notre-Dame-Universität – Louaize, dem Kloster von St. Abda in Dair al-Qamar und dem Kloster St. Joseph in Choumra. Mit Stand von 2010 zählte der Orden 90 Ordenspriester und 121 Ordensbrüder, die in 22 Gemeinschaften aufgeteilt sind.
Der höchste Repräsentant des Ordens ist der derzeitige Maronitische Patriarch Kardinal Béchara Pierre Raï OMM, ein weiterer Bischof ist François Eid OMM von Kairo, der vorher Generalsuperior des Ordens war.

## Generalsuperiore
- François Eid (1999–2005)
- Semaan Abou Abdou (2005–2011)
- Boutros Tarabay (seit 2011)